# Grafana
Grafana — свободная программная система визуализации данных, ориентированная на данные систем ИТ-мониторинга. Реализована как веб-приложение в стиле «приборных панелей» с диаграммами, графиками, таблицами, предупреждениями. 
Подключается к многообразным источникам данных, поддерживает расширение с помощью системы плагинов. Позволяет конечным пользователям строить сложные панели мониторинга с помощью интерактивных запросов. Разделена на фронтенд и бэкенд, написанные на TypeScript и Go соответственно.
Популярный компонент в стеках мониторинга, часто используемый в сочетании с СУБД временных рядов (англ. Time series database; InfluxDB, Prometheus, Graphite), системами мониторинга (Sensu, Icinga, Check MK, Zabbix, Netdata, PRTG), SIEM (Elasticsearch, Splunk). Пользовательский интерфейс Grafana изначально был основан на 3-й версии Kibana.
Существует коммерческая версия Grafana Enterprise с дополнительными возможностями, которая также доступна как для самостоятельной установки, так и из облачной службы Grafana Labs.